# Davis Cup 2022 – kvalifikační kolo
Kvalifikační kolo Davis Cupu 2022 představovalo dvanáct mezistátních tenisových zápasů hraných mezi 4. a 5. březnem 2022. V rámci Davis Cupu 2022 do něj nastoupilo dvacet čtyři družstev, které vytvořily dvanáct párů. Dvoudenní vzájemná mezistátní utkání se konala ve formátu na tři vítězné body (čtyři dvouhry a čtyřhra). Jeden z členů dvojice hostil duel na domácí půdě.
Dvanáct vítězů kvalifikačního kola postoupilo do skupinové fáze finálového turnaje hrané v září 2022. Na dvanáct poražených čekala účast v zářijové 1. světové skupině 2022. Los kvalifikačních dvojic se uskutečnil 5. prosince 2021 před madridským finálovým zápasem ročníku 2021.

## Přehled
Účast v kvalifikačním kole si zajistilo:
- 16 týmů z 3.–18. místa finále 2021
- 8 nejvýše postavených vítězů 1. světové skupiny 2021
- 2 vítězové vyřazovacího kola 1. světové skupiny 2021

Velká Británie a Srbsko obdržely divoké karty přímo do finále. Po vyloučení obhájce trofeje Ruské tenisové federace z ročníku jej ve finále přímo nahradilo Srbsko, jako nejvýše postavený poražený semifinalista 2021. Jeho divoká karta do finále 2022 tak 13. března 2022 přešla na Kanadu.
Nasazené týmy
- Francie (1.)
- Španělsko (3.)
- Belgie (4.)
- Spojené státy (5.)
- Kanada (6.)
- Německo (8.)
- Itálie (9.)
- Austrálie (11.)
- Kazachstán (12.)
- Švédsko (14.)
- Argentina (15.)
- Rakousko (16.)

Nenasazené týmy
- Japonsko (17.)
- Česko (18.)
- Kolumbie (19.)
- Nizozemsko (20.)
- Maďarsko (23.)
- Ekvádor (24.)
- Brazílie (26.)
- Jižní Korea (27.)
- Slovensko (29.)
- Finsko (32.)
- Rumunsko (41.)
- Norsko (44.)

| Kvalifikační kolo – 4. a 5. března 2022 | Kvalifikační kolo – 4. a 5. března 2022 | Kvalifikační kolo – 4. a 5. března 2022 | Kvalifikační kolo – 4. a 5. března 2022 | Kvalifikační kolo – 4. a 5. března 2022 | Kvalifikační kolo – 4. a 5. března 2022 | Kvalifikační kolo – 4. a 5. března 2022 |
| Domácí                                  | výsledek                                | hosté                                   | místo konání                            | areál / hala                            | povrch                                  |                                         |
| --------------------------------------- | --------------------------------------- | --------------------------------------- | --------------------------------------- | --------------------------------------- | --------------------------------------- | --------------------------------------- |
| Francie [1]                             | 4–0                                     | Ekvádor                                 | Pau                                     | Palais des Sports                       | tvrdý (h)                               |                                         |
| Španělsko [2]                           | 3–1                                     | Rumunsko                                | Marbella                                | Club de Tenis Puente Romano             | antuka                                  |                                         |
| Finsko                                  | 2–3                                     | Belgie [3]                              | Espoo                                   | Espoo Metro Areena                      | tvrdý (h)                               |                                         |
| Spojené státy [4]                       | 4–0                                     | Kolumbie                                | Reno                                    | Reno Events Center                      | tvrdý (h)                               |                                         |
| Nizozemsko                              | 4–0                                     | Kanada [5]                              | Haag                                    | Sportcampus Zuiderpark                  | antuka (h)                              |                                         |
| Brazílie                                | 1–3                                     | Německo [6]                             | Rio de Janeiro                          | Olympijské tenisové centrum             | antuka                                  |                                         |
| Slovensko                               | 2–3                                     | Itálie [7]                              | Bratislava                              | AXA aréna NTC                           | tvrdý (h)                               |                                         |
| Austrálie [8]                           | 3–2                                     | Maďarsko                                | Sydney                                  | Ken Rosewall Arena                      | tvrdý                                   |                                         |
| Norsko                                  | 1–3                                     | Kazachstán [9]                          | Oslo                                    | Oslo Tennis Arena                       | tvrdý (h)                               |                                         |
| Švédsko [10]                            | 3–2                                     | Japonsko                                | Helsingborg                             | Helsingborg Arena                       | tvrdý (h)                               |                                         |
| Argentina [11]                          | 4–0                                     | Česko                                   | Buenos Aires                            | Lawn Tennis Club                        | antuka                                  |                                         |
| Jižní Korea                             | 3–1                                     | Rakousko [12]                           | Soul                                    | Tenisové centrum Olympijského parku     | tvrdý (h)                               |                                         |

## Zápasy kvalifikačního kola

### Francie vs. Ekvádor
| | Francie | 4 :                                                                   | 0   | Ekvádor |     |            |
| --- | ------- | --------------------------------------------------------------------- | --- | ------- | --- | ---------- |
| Palais des Sports, Pau, Francie 4.–5. března 2022 tvrdý (h) |         |                                                                       |     |         |     |            |
| \| \| \| \| 1. \| 2. \| 3. \| \| \| -- \| \| --------------------------------------------------------------------- \| --- \| --- \| --- \| ---------- \| \| 1. \| \| Arthur Rinderknech Emilio Gómez \| 6 2 \| 7 5 \| \| \| \| 2. \| \| Adrian Mannarino Roberto Quiroz \| 6 4 \| 4 6 \| 6 1 \| \| \| 3. \| \| Pierre-Hugues Herbert / Nicolas Mahut Gonzalo Escobar / Diego Hidalgo \| 6 3 \| 7 5 \| \| \| \| 4. \| \| Benjamin Bonzi Antonio Cayetano March \| 6 0 \| 6 2 \| \| \| \| 5. \| \| Arthur Rinderknech Roberto Quiroz \| \| \| \| nehrálo se \| \| \| \| \| \| \| \| \| \| \| \| \| \| \| \| \| \| \| \| \| \| \| \| \| \| \| \| \| \| \| \| \| \| \| \| \| \| \| \| \| |         |                                                                       |     |         |     |            |
| |         |                                                                       | 1.  | 2.      | 3.  |            |
| 1. |         | Arthur Rinderknech Emilio Gómez                                       | 6 2 | 7 5     |     |            |
| 2. |         | Adrian Mannarino Roberto Quiroz                                       | 6 4 | 4 6     | 6 1 |            |
| 3. |         | Pierre-Hugues Herbert / Nicolas Mahut Gonzalo Escobar / Diego Hidalgo | 6 3 | 7 5     |     |            |
| 4. |         | Benjamin Bonzi Antonio Cayetano March                                 | 6 0 | 6 2     |     |            |
| 5. |         | Arthur Rinderknech Roberto Quiroz                                     |     |         |     | nehrálo se |
| |         |                                                                       |     |         |     |            |
| |         |                                                                       |     |         |     |            |
| |         |                                                                       |     |         |     |            |
| |         |                                                                       |     |         |     |            |
| |         |                                                                       |     |         |     |            |

### Španělsko vs. Rumunsko
| | Španělsko | 3 :                                                                     | 1    | Rumunsko |    |            |
| --- | --------- | ----------------------------------------------------------------------- | ---- | -------- | -- | ---------- |
| Club de Tenis Puente Romano, Marbella, Španělsko 4.–5. března 2022 antuka |           |                                                                         |      |          |    |            |
| \| \| \| \| 1. \| 2. \| 3. \| \| \| -- \| \| ----------------------------------------------------------------------- \| ---- \| --- \| -- \| ---------- \| \| 1. \| \| Roberto Bautista Agut Gabi Adrian Boitan \| 6 3 \| 6 1 \| \| \| \| 2. \| \| Carlos Alcaraz Marius Copil \| 6 4 \| 6 3 \| \| \| \| 3. \| \| Alejandro Davidovich Fokina / Pedro Martínez Marius Copil / Horia Tecău \| 62 7 \| 4 6 \| \| \| \| 4. \| \| Roberto Bautista Agut Marius Copil \| 6 2 \| 6 3 \| \| \| \| 5. \| \| Carlos Alcaraz Gabi Adrian Boitan \| \| \| \| nehrálo se \| \| \| \| \| \| \| \| \| \| \| \| \| \| \| \| \| \| \| \| \| \| \| \| \| \| \| \| \| \| \| \| \| \| \| \| \| \| \| \| \| |           |                                                                         |      |          |    |            |
| |           |                                                                         | 1.   | 2.       | 3. |            |
| 1. |           | Roberto Bautista Agut Gabi Adrian Boitan                                | 6 3  | 6 1      |    |            |
| 2. |           | Carlos Alcaraz Marius Copil                                             | 6 4  | 6 3      |    |            |
| 3. |           | Alejandro Davidovich Fokina / Pedro Martínez Marius Copil / Horia Tecău | 62 7 | 4 6      |    |            |
| 4. |           | Roberto Bautista Agut Marius Copil                                      | 6 2  | 6 3      |    |            |
| 5. |           | Carlos Alcaraz Gabi Adrian Boitan                                       |      |          |    | nehrálo se |
| |           |                                                                         |      |          |    |            |
| |           |                                                                         |      |          |    |            |
| |           |                                                                         |      |          |    |            |
| |           |                                                                         |      |          |    |            |
| |           |                                                                         |      |          |    |            |

### Finsko vs. Belgie
| | Finsko | 2 :                                                            | 3   | Belgie |      |  |
| --- | ------ | -------------------------------------------------------------- | --- | ------ | ---- |  |
| Espoo Metro Areena, Espoo, Finsko 4.–5. března 2022 tvrdý (h) |        |                                                                |     |        |      |  |
| \| \| \| \| 1. \| 2. \| 3. \| \| \| -- \| \| -------------------------------------------------------------- \| --- \| --- \| ---- \| \| \| 1. \| \| Otto Virtanen David Goffin \| 5 7 \| 6 3 \| 3 6 \| \| \| 2. \| \| Emil Ruusuvuori Zizou Bergs \| 6 3 \| 7 5 \| \| \| \| 3. \| \| Harri Heliövaara / Emil Ruusuvuori Sander Gillé / David Goffin \| 6 3 \| 2 6 \| 7 65 \| \| \| 4. \| \| Emil Ruusuvuori David Goffin \| 4 6 \| 2 6 \| \| \| \| 5. \| \| Otto Virtanen Zizou Bergs \| 4 6 \| 0 6 \| \| \| \| \| \| \| \| \| \| \| \| \| \| \| \| \| \| \| \| \| \| \| \| \| \| \| \| \| \| \| \| \| \| \| \| \| \| \| \| \| \| \| |        |                                                                |     |        |      |  |
| |        |                                                                | 1.  | 2.     | 3.   |  |
| 1. |        | Otto Virtanen David Goffin                                     | 5 7 | 6 3    | 3 6  |  |
| 2. |        | Emil Ruusuvuori Zizou Bergs                                    | 6 3 | 7 5    |      |  |
| 3. |        | Harri Heliövaara / Emil Ruusuvuori Sander Gillé / David Goffin | 6 3 | 2 6    | 7 65 |  |
| 4. |        | Emil Ruusuvuori David Goffin                                   | 4 6 | 2 6    |      |  |
| 5. |        | Otto Virtanen Zizou Bergs                                      | 4 6 | 0 6    |      |  |
| |        |                                                                |     |        |      |  |
| |        |                                                                |     |        |      |  |
| |        |                                                                |     |        |      |  |
| |        |                                                                |     |        |      |  |
| |        |                                                                |     |        |      |  |

### Spojené státy americké vs. Kolumbie
| | Spojené státy americké | 4 :                                                              | 0   | Kolumbie |     |            |
| --- | ---------------------- | ---------------------------------------------------------------- | --- | -------- | --- | ---------- |
| Reno Events Center, Reno, Spojené státy americké 4.–5. března 2022 tvrdý (h) |                        |                                                                  |     |          |     |            |
| \| \| \| \| 1. \| 2. \| 3. \| \| \| -- \| \| ---------------------------------------------------------------- \| --- \| ---- \| --- \| ---------- \| \| 1. \| \| Sebastian Korda Nicolás Mejía \| 6 4 \| 1 6 \| 6 4 \| \| \| 2. \| \| Taylor Fritz Alejandro González \| 6 1 \| 6 0 \| \| \| \| 3. \| \| Rajeev Ram / Jack Sock Nicolás Barrientos / Juan Sebastián Cabal \| 6 3 \| 6 4 \| \| \| \| 4. \| \| Tommy Paul Nicolás Mejía \| 7 5 \| 7 64 \| \| \| \| 5. \| \| Sebastian Korda Alejandro González \| \| \| \| nehrálo se \| \| \| \| \| \| \| \| \| \| \| \| \| \| \| \| \| \| \| \| \| \| \| \| \| \| \| \| \| \| \| \| \| \| \| \| \| \| \| \| \| |                        |                                                                  |     |          |     |            |
| |                        |                                                                  | 1.  | 2.       | 3.  |            |
| 1. |                        | Sebastian Korda Nicolás Mejía                                    | 6 4 | 1 6      | 6 4 |            |
| 2. |                        | Taylor Fritz Alejandro González                                  | 6 1 | 6 0      |     |            |
| 3. |                        | Rajeev Ram / Jack Sock Nicolás Barrientos / Juan Sebastián Cabal | 6 3 | 6 4      |     |            |
| 4. |                        | Tommy Paul Nicolás Mejía                                         | 7 5 | 7 64     |     |            |
| 5. |                        | Sebastian Korda Alejandro González                               |     |          |     | nehrálo se |
| |                        |                                                                  |     |          |     |            |
| |                        |                                                                  |     |          |     |            |
| |                        |                                                                  |     |          |     |            |
| |                        |                                                                  |     |          |     |            |
| |                        |                                                                  |     |          |     |            |

### Nizozemsko vs. Kanada
| | Nizozemsko | 4 :                                                               | 0   | Kanada |    |            |
| --- | --- | ----------------------------------------------------------------- | --- | ------ | -- | ---------- |
| Sportcampus Zuiderpark, Haag, Nizozemsko 4.–5. března 2022 antuka (h) | |                                                                   |     |        |    |            |
| \| \| \| \| 1. \| 2. \| 3. \| \| \| ----------- \| ----------------------------------------------------------------------------------------------------------------------------- \| ----------------------------------------------------------------- \| --- \| ------ \| -- \| ---------- \| \| 1. \| \| Botic van de Zandschulp Alexis Galarneau \| 7 5 \| 711 69 \| \| \| \| 2. \| \| Tallon Griekspoor Steven Diez \| 6 4 \| 6 4 \| \| \| \| 3. \| \| Wesley Koolhof / Matwé Middelkoop Peter Polansky / Brayden Schnur \| 7 5 \| 6 3 \| \| \| \| 4. \| \| Robin Haase Steven Diez \| 6 1 \| 6 2 \| \| \| \| 5. \| \| Tallon Griekspoor Alexis Galarneau \| \| \| \| nehrálo se \| \| \| \| \| \| \| \| \| \| \| \| \| \| \| \| \| \| \| \| \| \| \| \| \| \| Podrobnosti \| \| \| \| \| \| \| \| \| Přes prohru obdržela Kanada divokou kartu do finálového turnaje, po vyloučení ruského týmu, a celý ročník nakonec vyhrála.[9] \| \| \| \| \| \| | |                                                                   |     |        |    |            |
| | |                                                                   | 1.  | 2.     | 3. |            |
| 1. | | Botic van de Zandschulp Alexis Galarneau                          | 7 5 | 711 69 |    |            |
| 2. | | Tallon Griekspoor Steven Diez                                     | 6 4 | 6 4    |    |            |
| 3. | | Wesley Koolhof / Matwé Middelkoop Peter Polansky / Brayden Schnur | 7 5 | 6 3    |    |            |
| 4. | | Robin Haase Steven Diez                                           | 6 1 | 6 2    |    |            |
| 5. | | Tallon Griekspoor Alexis Galarneau                                |     |        |    | nehrálo se |
| | |                                                                   |     |        |    |            |
| | |                                                                   |     |        |    |            |
| | |                                                                   |     |        |    |            |
| Podrobnosti | |                                                                   |     |        |    |            |
| | Přes prohru obdržela Kanada divokou kartu do finálového turnaje, po vyloučení ruského týmu, a celý ročník nakonec vyhrála. |                                                                   |     |        |    |            |

### Brazílie vs. Německo
| | Brazílie | 1 :                                                            | 3   | Německo |     |            |
| --- | -------- | -------------------------------------------------------------- | --- | ------- | --- | ---------- |
| Olympijské tenisové centrum, Rio de Janeiro, Brazílie 4.–5. března 2022 antuka |          |                                                                |     |         |     |            |
| \| \| \| \| 1. \| 2. \| 3. \| \| \| -- \| \| -------------------------------------------------------------- \| --- \| ---- \| --- \| ---------- \| \| 1. \| \| Thiago Seyboth Wild Alexander Zverev \| 4 6 \| 2 6 \| \| \| \| 2. \| \| Thiago Monteiro Jan-Lennard Struff \| 6 3 \| 1 6 \| 6 3 \| \| \| 3. \| \| Felipe Meligeni Alves / Bruno Soares Kevin Krawietz / Tim Pütz \| 6 4 \| 64 7 \| 4 6 \| \| \| 4. \| \| Thiago Monteiro Alexander Zverev \| 1 6 \| 5 7 \| \| \| \| 5. \| \| Thiago Seyboth Wild Jan-Lennard Struff \| \| \| \| nehrálo se \| \| \| \| \| \| \| \| \| \| \| \| \| \| \| \| \| \| \| \| \| \| \| \| \| \| \| \| \| \| \| \| \| \| \| \| \| \| \| \| \| |          |                                                                |     |         |     |            |
| |          |                                                                | 1.  | 2.      | 3.  |            |
| 1. |          | Thiago Seyboth Wild Alexander Zverev                           | 4 6 | 2 6     |     |            |
| 2. |          | Thiago Monteiro Jan-Lennard Struff                             | 6 3 | 1 6     | 6 3 |            |
| 3. |          | Felipe Meligeni Alves / Bruno Soares Kevin Krawietz / Tim Pütz | 6 4 | 64 7    | 4 6 |            |
| 4. |          | Thiago Monteiro Alexander Zverev                               | 1 6 | 5 7     |     |            |
| 5. |          | Thiago Seyboth Wild Jan-Lennard Struff                         |     |         |     | nehrálo se |
| |          |                                                                |     |         |     |            |
| |          |                                                                |     |         |     |            |
| |          |                                                                |     |         |     |            |
| |          |                                                                |     |         |     |            |
| |          |                                                                |     |         |     |            |

### Slovensko vs. Itálie
| | Slovensko | 2 :                                                         | 3    | Itálie |      |  |
| --- | --------- | ----------------------------------------------------------- | ---- | ------ | ---- |  |
| AXA aréna NTC, Bratislava, Slovensko 4.–5. března 2022 tvrdý (h) |           |                                                             |      |        |      |  |
| \| \| \| \| 1. \| 2. \| 3. \| \| \| -- \| \| ----------------------------------------------------------- \| ---- \| --- \| ---- \| \| \| 1. \| \| Norbert Gombos Jannik Sinner \| 4 6 \| 6 4 \| 4 6 \| \| \| 2. \| \| Filip Horanský Lorenzo Sonego \| 7 62 \| 6 3 \| \| \| \| 3. \| \| Filip Polášek / Igor Zelenay Simone Bolelli / Jannik Sinner \| 6 3 \| 1 6 \| 7 63 \| \| \| 4. \| \| Filip Horanský Jannik Sinner \| 5 7 \| 4 6 \| \| \| \| 5. \| \| Norbert Gombos Lorenzo Musetti \| 7 63 \| 2 6 \| 4 6 \| \| \| \| \| \| \| \| \| \| \| \| \| \| \| \| \| \| \| \| \| \| \| \| \| \| \| \| \| \| \| \| \| \| \| \| \| \| \| \| \| \| |           |                                                             |      |        |      |  |
| |           |                                                             | 1.   | 2.     | 3.   |  |
| 1. |           | Norbert Gombos Jannik Sinner                                | 4 6  | 6 4    | 4 6  |  |
| 2. |           | Filip Horanský Lorenzo Sonego                               | 7 62 | 6 3    |      |  |
| 3. |           | Filip Polášek / Igor Zelenay Simone Bolelli / Jannik Sinner | 6 3  | 1 6    | 7 63 |  |
| 4. |           | Filip Horanský Jannik Sinner                                | 5 7  | 4 6    |      |  |
| 5. |           | Norbert Gombos Lorenzo Musetti                              | 7 63 | 2 6    | 4 6  |  |
| |           |                                                             |      |        |      |  |
| |           |                                                             |      |        |      |  |
| |           |                                                             |      |        |      |  |
| |           |                                                             |      |        |      |  |
| |           |                                                             |      |        |      |  |

### Austrálie vs. Maďarsko
| | Austrálie | 3 :                                                      | 2    | Maďarsko |     |  |
| --- | --------- | -------------------------------------------------------- | ---- | -------- | --- |  |
| Ken Rosewall Arena, Sydney, Austrálie 4.–5. března 2022 tvrdý |           |                                                          |      |          |     |  |
| \| \| \| \| 1. \| 2. \| 3. \| \| \| -- \| \| -------------------------------------------------------- \| ---- \| --- \| --- \| \| \| 1. \| \| Alex de Minaur Zsombor Piros \| 7 5 \| 6 2 \| \| \| \| 2. \| \| Thanasi Kokkinakis Márton Fucsovics \| 64 7 \| 6 1 \| 3 6 \| \| \| 3. \| \| John Peers / Luke Saville Fábián Marozsán / Máté Valkusz \| 4 6 \| 4 6 \| \| \| \| 4. \| \| Alex de Minaur Márton Fucsovics \| 7 64 \| 6 4 \| \| \| \| 5. \| \| Thanasi Kokkinakis Zsombor Piros \| 6 4 \| 6 4 \| \| \| \| \| \| \| \| \| \| \| \| \| \| \| \| \| \| \| \| \| \| \| \| \| \| \| \| \| \| \| \| \| \| \| \| \| \| \| \| \| \| \| |           |                                                          |      |          |     |  |
| |           |                                                          | 1.   | 2.       | 3.  |  |
| 1. |           | Alex de Minaur Zsombor Piros                             | 7 5  | 6 2      |     |  |
| 2. |           | Thanasi Kokkinakis Márton Fucsovics                      | 64 7 | 6 1      | 3 6 |  |
| 3. |           | John Peers / Luke Saville Fábián Marozsán / Máté Valkusz | 4 6  | 4 6      |     |  |
| 4. |           | Alex de Minaur Márton Fucsovics                          | 7 64 | 6 4      |     |  |
| 5. |           | Thanasi Kokkinakis Zsombor Piros                         | 6 4  | 6 4      |     |  |
| |           |                                                          |      |          |     |  |
| |           |                                                          |      |          |     |  |
| |           |                                                          |      |          |     |  |
| |           |                                                          |      |          |     |  |
| |           |                                                          |      |          |     |  |

### Norsko vs. Kazachstán
| | Norsko | 1 :                                                                           | 3       | Kazachstán |     |            |
| --- | ------ | ----------------------------------------------------------------------------- | ------- | ---------- | --- | ---------- |
| Oslo Tennis Arena, Oslo, Norsko 4.–5. března 2022 tvrdý (h) |        |                                                                               |         |            |     |            |
| \| \| \| \| 1. \| 2. \| 3. \| \| \| -- \| \| ----------------------------------------------------------------------------- \| ------- \| --- \| --- \| ---------- \| \| 1. \| \| Casper Ruud Michail Kukuškin \| 6 1 \| 6 4 \| \| \| \| 2. \| \| Viktor Durasovic Alexandr Bublik \| 3 6 \| 2 6 \| \| \| \| 3. \| \| Simen Sunde Bratholm / Viktor Durasovic Andrej Golubjev / Oleksandr Nedověsov \| 610 712 \| 3 6 \| \| \| \| 4. \| \| Casper Ruud Alexandr Bublik \| 4 6 \| 7 5 \| 4 6 \| \| \| 5. \| \| Viktor Durasovic Michail Kukuškin \| \| \| \| nehrálo se \| \| \| \| \| \| \| \| \| \| \| \| \| \| \| \| \| \| \| \| \| \| \| \| \| \| \| \| \| \| \| \| \| \| \| \| \| \| \| \| \| |        |                                                                               |         |            |     |            |
| |        |                                                                               | 1.      | 2.         | 3.  |            |
| 1. |        | Casper Ruud Michail Kukuškin                                                  | 6 1     | 6 4        |     |            |
| 2. |        | Viktor Durasovic Alexandr Bublik                                              | 3 6     | 2 6        |     |            |
| 3. |        | Simen Sunde Bratholm / Viktor Durasovic Andrej Golubjev / Oleksandr Nedověsov | 610 712 | 3 6        |     |            |
| 4. |        | Casper Ruud Alexandr Bublik                                                   | 4 6     | 7 5        | 4 6 |            |
| 5. |        | Viktor Durasovic Michail Kukuškin                                             |         |            |     | nehrálo se |
| |        |                                                                               |         |            |     |            |
| |        |                                                                               |         |            |     |            |
| |        |                                                                               |         |            |     |            |
| |        |                                                                               |         |            |     |            |
| |        |                                                                               |         |            |     |            |

### Švédsko vs. Japonsko
| | Švédsko | 3 :                                                           | 2   | Japonsko |     |  |
| --- | ------- | ------------------------------------------------------------- | --- | -------- | --- |  |
| Helsingborg Arena, Helsingborg, Švédsko 4.–5. března 2022 tvrdý (h) |         |                                                               |     |          |     |  |
| \| \| \| \| 1. \| 2. \| 3. \| \| \| -- \| \| ------------------------------------------------------------- \| --- \| ----- \| --- \| \| \| 1. \| \| Dragoș Nicolae Mădăraș Josuke Watanuki \| 4 6 \| 4 6 \| \| \| \| 2. \| \| Elias Ymer Taró Daniel \| 7 5 \| 6 4 \| \| \| \| 3. \| \| André Göransson / Elias Ymer Ben McLachlan / Jasutaka Učijama \| 2 6 \| 79 67 \| 7 5 \| \| \| 4. \| \| Dragoș Nicolae Mădăraș Taró Daniel \| 0 6 \| 5 7 \| \| \| \| 5. \| \| Elias Ymer Josuke Watanuki \| 6 3 \| 6 3 \| \| \| \| \| \| \| \| \| \| \| \| \| \| \| \| \| \| \| \| \| \| \| \| \| \| \| \| \| \| \| \| \| \| \| \| \| \| \| \| \| \| \| |         |                                                               |     |          |     |  |
| |         |                                                               | 1.  | 2.       | 3.  |  |
| 1. |         | Dragoș Nicolae Mădăraș Josuke Watanuki                        | 4 6 | 4 6      |     |  |
| 2. |         | Elias Ymer Taró Daniel                                        | 7 5 | 6 4      |     |  |
| 3. |         | André Göransson / Elias Ymer Ben McLachlan / Jasutaka Učijama | 2 6 | 79 67    | 7 5 |  |
| 4. |         | Dragoș Nicolae Mădăraș Taró Daniel                            | 0 6 | 5 7      |     |  |
| 5. |         | Elias Ymer Josuke Watanuki                                    | 6 3 | 6 3      |     |  |
| |         |                                                               |     |          |     |  |
| |         |                                                               |     |          |     |  |
| |         |                                                               |     |          |     |  |
| |         |                                                               |     |          |     |  |
| |         |                                                               |     |          |     |  |

### Argentina vs. Česko
| | Argentina | 4 :                                                            | 0    | Česko |     |            |
| --- | --------- | -------------------------------------------------------------- | ---- | ----- | --- | ---------- |
| Lawn Tennis Club, Buenos Aires, Argentina 4.–5. března 2022 antuka |           |                                                                |      |       |     |            |
| \| \| \| \| 1. \| 2. \| 3. \| \| \| -- \| \| -------------------------------------------------------------- \| ---- \| --- \| --- \| ---------- \| \| 1. \| \| Sebastián Báez Jiří Lehečka \| 7 64 \| 6 3 \| \| \| \| 2. \| \| Diego Schwartzman Tomáš Macháč \| 2 6 \| 6 2 \| 6 3 \| \| \| 3. \| \| Máximo González / Horacio Zeballos Jiří Lehečka / Tomáš Macháč \| 6 4 \| 6 4 \| \| \| \| 4. \| \| Federico Coria Vít Kopřiva \| 6 2 \| 6 4 \| \| \| \| 5. \| \| Diego Schwartzman Jiří Lehečka \| \| \| \| nehrálo se \| \| \| \| \| \| \| \| \| \| \| \| \| \| \| \| \| \| \| \| \| \| \| \| \| \| \| \| \| \| \| \| \| \| \| \| \| \| \| \| \| |           |                                                                |      |       |     |            |
| |           |                                                                | 1.   | 2.    | 3.  |            |
| 1. |           | Sebastián Báez Jiří Lehečka                                    | 7 64 | 6 3   |     |            |
| 2. |           | Diego Schwartzman Tomáš Macháč                                 | 2 6  | 6 2   | 6 3 |            |
| 3. |           | Máximo González / Horacio Zeballos Jiří Lehečka / Tomáš Macháč | 6 4  | 6 4   |     |            |
| 4. |           | Federico Coria Vít Kopřiva                                     | 6 2  | 6 4   |     |            |
| 5. |           | Diego Schwartzman Jiří Lehečka                                 |      |       |     | nehrálo se |
| |           |                                                                |      |       |     |            |
| |           |                                                                |      |       |     |            |
| |           |                                                                |      |       |     |            |
| |           |                                                                |      |       |     |            |
| |           |                                                                |      |       |     |            |

### Jižní Korea vs. Rakousko
| | Jižní Korea | 3 :                                                        | 1   | Rakousko |    |            |
| --- | ----------- | ---------------------------------------------------------- | --- | -------- | -- | ---------- |
| Tenisové centrum Olympijského parku, Soul, Jižní Korea 4.–5. března 2022 tvrdý (h) |             |                                                            |     |          |    |            |
| \| \| \| \| 1. \| 2. \| 3. \| \| \| -- \| \| ---------------------------------------------------------- \| --- \| --- \| -- \| ---------- \| \| 1. \| \| Nam Či-song Dennis Novak \| 1 6 \| 4 6 \| \| \| \| 2. \| \| Kwon Sun-u Jurij Rodionov \| 7 5 \| 6 4 \| \| \| \| 3. \| \| Nam Či-song / Song Min-kju Alexander Erler / Lucas Miedler \| 6 4 \| 6 3 \| \| \| \| 4. \| \| Kwon Sun-u Dennis Novak \| 7 5 \| 7 5 \| \| \| \| 5. \| \| Nam Či-song Jurij Rodionov \| \| \| \| nehrálo se \| \| \| \| \| \| \| \| \| \| \| \| \| \| \| \| \| \| \| \| \| \| \| \| \| \| \| \| \| \| \| \| \| \| \| \| \| \| \| \| \| |             |                                                            |     |          |    |            |
| |             |                                                            | 1.  | 2.       | 3. |            |
| 1. |             | Nam Či-song Dennis Novak                                   | 1 6 | 4 6      |    |            |
| 2. |             | Kwon Sun-u Jurij Rodionov                                  | 7 5 | 6 4      |    |            |
| 3. |             | Nam Či-song / Song Min-kju Alexander Erler / Lucas Miedler | 6 4 | 6 3      |    |            |
| 4. |             | Kwon Sun-u Dennis Novak                                    | 7 5 | 7 5      |    |            |
| 5. |             | Nam Či-song Jurij Rodionov                                 |     |          |    | nehrálo se |
| |             |                                                            |     |          |    |            |
| |             |                                                            |     |          |    |            |
| |             |                                                            |     |          |    |            |
| |             |                                                            |     |          |    |            |
| |             |                                                            |     |          |    |            |